# 一宮市立南部中学校
一宮市立南部中学校（いちのみやしりつ なんぶちゅうがっこう）は、愛知県一宮市浅野字土井ノ内にある公立中学校。

## 概況
2017年4月7日現在の生徒数は、1年生290名、2年生318名、3年生306名の計914名。浅野小学校、富士小学校、向山小学校、大志小学校(一部例外あり)の卒業生が南部中学校へ進学する。対外的略称は「一宮南中」。学校側や生徒たちは当校のことを「南中」（なんちゅう）とまた生徒のことを「南中生」 （なんちゅうせい）と呼んでいる。

## 沿革
- 1947年4月 - 中学校創設
- 1947年7月 - 教育後援会設立
- 1947年9月 - PTA設立
- 1954年3月 - 校旗制定、国旗掲揚塔新設
- 1959年9月 - 校歌制定
- 2015年10月 ‐ 体育館改修工事
- 2017年9月 - 教室内にエアコン設置

## 教育目標
「NEVER GIVE UP! NEVER TOO LATE!」（決してあきらめるな!決して今からでも遅くはない!）という校風を目標に、思いやりのあるたくましい生徒を育成する。

## 部活動
- 剣道部(男女)
- バスケットボール部(男子)
- バスケットボール部(女子)
- 野球部(男子)
- 柔道部(男女)
- バレーボール部(男子)
- バレーボール部(女子)
- ソフトボール部(女子)
- 卓球部(男子)
- 卓球部(女子)
- ハンドボール部(男子)
- ハンドボール部(女子)
- 吹奏楽部(男女)
- 水泳部(男子)
- 水泳部(女子)
- ソフトテニス部(男子)
- ソフトテニス部(女子)
- 美術部(男女)
- 新体操部(女子)
- サッカー部(男子)
- 文化生産部(男女)

## その他の活動
一宮市がディベート教育を盛んに取り入れていることもあり、部活動ではないものの生徒数名により2008年にはディベート大会に出場した。第16回東海地区中学・高校ディベート選手権大会では初出場にして優勝し、第13回ディベート甲子園にも出場した。
また、合唱コンクールが毎年一宮市民会館で行われており、市内で最も合唱に力を入れている。
ＴＢＳ系(この地域は、ＣＢＣ)で放送された学校へ行こう！の人気コーナー、未成年の主張にて、本校でのロケが行われた。
１９９８年８月１３日放送分

## 卒業生
- 江崎鉄磨（政治家、自由民主党衆議院議員）
- 片岡真実（キュレーター、森美術館館長、国立アートリサーチセンター長）
- 後藤孝志（元プロ野球選手）
- 近藤真市（元プロ野球選手）
- SEAMO（シンガーソングライター）
- 平井克典（プロ野球選手、埼玉西武ライオンズ所属）
- 種村有菜（漫画家)